# Águeda Amaral
Águeda Amaral é uma maratonista de Timor-Leste, nascida em 27 de Maio de 1972. 
Ficou conhecida por ter sido a primeira esportista timorense a competir nas olimpíadas representando seu país. Embora a primeira participação oficial de Timor-Leste numa olimpíada tenha sido nos Jogos Olímpicos de Verão de 2004, Águeda participou da maratona feminina nos Jogos de Sydney, quatro anos antes, sob a bandeira branca do COI.
Chegando ao estádio olímpico de Sydney, agachou-se e beijou o chão. Mas foi interrompida por um comissário da prova, que também se agachou para avisá-la que teria que dar uma volta inteira na pista de atletismo do estádio para completar a prova. Ela completou a prova em 3h10m55s na 43ª colocação entre as 45 que completaram a maratona.
Em Atenas, Águeda completou o percurso em 3h18m25, chegando no 65º lugar.